# 64.ª Brigada de Fusileros Motorizada
La 64.ª Brigada Independiente Motorizada (Unidad Militar Número 51460) es una brigada de fusileros de infantería motorizada de las Fuerzas Terrestres Rusas. Tiene su base en Knyaze-Volkonskoye, cerca de Jabárovsk, y forma parte del 35.º Ejército del Distrito Militar Oriental. La brigada tiene su origen en el 882º Regimiento de Fusileros Motorizados, que se transfirió al Lejano Oriente en 1967 y que se convirtió en la brigada en 2009.
Esta unidad participó en la Ofensiva de Kiev durante la Invasión rusa de Ucrania de 2022, y fue acusada de crímenes de guerra al haber cometido la masacre de Bucha, el asesinato de al menos 457 civiles ucranianos tras la toma de la ciudad.

## Historia
En agosto de 1967, el 882.º Regimiento de Fusileros Motorizados de la 60.ª División de Tanques de la Unión Soviética, con base en Gorki en el Distrito Militar de Moscú, fue transferido a una división de fusileros motorizados de movilización en el Distrito Militar del Lejano Oriente. El regimiento llegó a Knayaze-Volkonskoye y se unió a la 129.ª División de Entrenamiento de Fusileros Motorizados en octubre de 1967. A finales de 1970 se trasladó a Krasnaya Rechka y pasó a formar parte de la 270.ª División de Fusileros Motorizados del 45.º Cuerpo de Ejército. El 1 de noviembre de 1972, la división pasó a formar parte del 15º Ejército.
En octubre de 1974, el regimiento se convirtió en una unidad de reacción preparada. El 11 de mayo de 1980, se redujo a una fuerza de Categoría B. En diciembre de 1994, se elevó a la fuerza de tiempos de guerra. Entre el 8 y el 9 de enero de 1995, elementos del regimiento fueron enviados a luchar en la Primera Guerra de Chechenia como parte del 245º Regimiento de Fusileros Motorizados, que luego se formó en Mulino. El 1 de septiembre de 1997, el regimiento fue transferido a la 81.ª División de Fusileros Motorizados de la Guardia. El 6 de junio de 1999, el regimiento quedó directamente subordinado al cuartel general del Distrito Militar del Lejano Oriente, y en 2001 fue retirado de la fuerza de reacción preparada. En junio, el regimiento volvió a formar parte de la 270.ª División de Fusileros Motorizados en el 35.º Ejército. En 2009, el regimiento se convirtió en la 64.ª Brigada Independiente de Fusileros Motorizados. En 2012, la brigada se trasladó a Knyaze-Volkonskoye. En enero de 2014, un tanque T-72 de la brigada explotó durante una práctica de tiro, matando a un oficial y dos soldados reclutas.
La unidad se desplegó al noroeste de Kiev durante la ofensiva sobre la capital ucraniana en el marco de la invasión rusa de Ucrania de 2022. La brigada fue acusada de crímenes de guerra al haber cometido la masacre de Bucha, el asesinato de al menos 457 civiles ucranianos tas la toma de la ciudad. El Ministerio de Defensa de Ucrania declaró que conocía los nombres y otra información personal de varios soldados vinculados a la brigada, y publicó los datos personales de 1600 de sus integrantes. El comandante de la brigada, el teniente coronel Azatbek Omurbekov, fue considerado el máximo responsable de la masacre, recibiendo el apodo de el carnicero de Bucha.